# Kristen Dalton (modella)
Kristen Jeannine Dalton (Wilmington, 13 dicembre 1986) è una modella statunitense incoronata Miss USA 2009.

## Biografia
Kristen Dalton è figlia di Jeannine Dalton Boger, Miss North Carolina 1982, e sorella maggiore di Kenzie Dalton, seconda classificata a Miss Teen USA e fidanzata di Chad Michael Murray. La terza sorella Dalton, Julia Dalton, è stata Miss North Carolina 2008 e terza classificata a Miss Teen USA 2008.
Dalton vince il concorso Miss North Carolina 2009 nel novembre 2008 ed ha la possibilità di rappresentare la Carolina del Nord al concorso Miss USA 2009, trasmesso dal vivo dal Planet Hollywood di Las Vegas. Kristen Dalton diventa la seconda Miss North Carolina ad essere incoronata Miss USA, dopo la vittoria di Chelsea Cooley nel 2005. Successivamente la Dalton ha rappresentato gli Stati Uniti a Miss Universo 2009, svolto alle Bahamas. Alla fine del concorso Kristen Dalton si è classificata alla decima posizione.